# Северностранджански разлом
Северностранджански разлом или Северностранджанска флексура е тектонско нарушение с регионален характер в България. То е североизточната граница на Сакар-Странджанската тектонска зона.
Представлява полегато потъваща към североизток разломна повърхнина, която е придружена с широка зона на катаклаза и милонитизация. Под влияние на разседните придвижвания по нея, се наблюдава изнасяне към повърхността на триаски и юрски метаморфизирани седименти на Странджа заедно с вместените в тях горнокредни интрузивни магмени тела.